# Chlorochaeta albipunctata
Chlorochaeta albipunctata là một loài bướm đêm trong họ Geometridae.